# Котельничское сельское поселение
Котельничское сельское поселение — муниципальное образование в составе Котельничского района Кировской области России.
Административный центр — деревня Караул.

## История
Котельничское сельское поселение образовано 1 января 2006 года согласно Закону Кировской области от 07.12.2004 № 284-ЗО.

## Население
| 2010  | 2012  | 2013  | 2014  | 2015  | 2016  | 2017  |
| ----- | ----- | ----- | ----- | ----- | ----- | ----- |
| 1174  | ↘1168 | ↘1149 | ↘1122 | ↘1108 | ↗1110 | ↘1087 |
| 2018  | 2019  | 2020  | 2021  |       |       |       |
| ↘1060 | ↘1047 | ↘1020 | ↘977  |       |       |       |

## Населенные пункты
На территории поселения находится 14 населённых пунктов (население, 2010):
| - деревня Караул — 635 чел.; - деревня Богомоловы — 23 чел.; - деревня Веснины — 59 чел.; - деревня Воробьи — 1 чел.; - деревня Высотины — 0 чел.; - деревня Деминская — 9 чел.; - деревня Ждановы — 0 чел.; | - деревня Лелековы — 42 чел.; - деревня Любиха — 0 чел.; - деревня Пузыренки — 47 чел.; - деревня Роминская — 232 чел.; - деревня Сивковы — 0 чел.; - деревня Старостины — 44 чел.; - деревня Шабалины — 82 чел. |